# Forever Living
Forever Living Products International, Inc.  es una compañía basada en Multinivel  fundada en Scottsdale, Arizona dedicada a la venta de bebidas, cosméticos, suplementos nutricionales y productos de cuidado personal basados en ingredientes naturales, siendo los principales el aloe vera y la miel, presente actualmente en 145 países. FLP fue fundada por Rex Maughan en 1978 Quien es además el CEO. La compañía fue ubicada en la posición 340 en el listado de Forbes de las 400 compañías privadas más grandes en 2006.  FLP trabaja bajo el sistema de multi-level marketing (MLM) donde los distribuidores son principalmente agentes de tiempo parcial quienes venden los productos tanto en línea, así como localmente a través de presentaciones en persona.